# Wayne Baughman
Richard Wayne Baughman (* 4. Januar 1941 in Oklahoma City; † 16. Februar 2022 in Colorado Springs) war ein US-amerikanischer Ringer.

## Biografie
Wayne Baughman wurde 1962 als Athlet der University of Oklahoma Meister der National Collegiate Athletic Association (NCAA). Zwei Jahre später nahm er an den Olympischen Sommerspielen in Tokio teil. Dort schied er in der Klasse bis 87 kg im griechisch-römischen Stil in der vierten Runde aus. Es folgte in derselben Klasse Platz fünf bei den Weltmeisterschaften 1965. Im Jahr 1967 wurde er Sechster bei den Weltmeisterschaften und gewann bei den Panamerikanischen Spielen die Goldmedaille. Bei den Olympischen Sommerspielen 1968 wurde Baughman in der Klasse bis 87 kg im griechisch-römischen Stil Fünfter und in München 1972 schied er in der dritten Runde in der Klasse bis 90 kg im griechisch-römischen Stil aus.
Baughman diente bei der United States Air Force, ab 1975 für 27 Jahre als Cheftrainer im Ringen bei der U.S. Air Force Academy.